# A Person Like You
Reflection of You (en hangul, 너를 닮은 사람; romanización revisada, Neoreul Darmeun Saram) es una serie de televisión surcoreana transmitida del 13 de octubre de 2021 hasta el 2 de diciembre de 2021 por JTBC. La serie está disponible para su transmisión en Netflix.
La serie está basada en "Someone Who Looks Like You" de Jung So-hyeon.

## Sinopsis
Jung Hee-joo pasó por tiempos pobres y duros durante sus días de juventud, sin embargo ahora es una exitosa pintora y ensayista. Su esposo, Ahn Hyun-sung es el rico sucesor de un hospital y la pareja tiene dos hijos.
Su vida familiar parece envidiable, sin embargo Hee-joo siente que pasa su tiempo sin sentido. Pero esto cambia cuando conoce a Goo Hae-won, una mujer pobre pero que tiene un "brillo" muy parecido a como ella era en su juventud.

## Reparto

### Personajes principales
- Go Hyun-jung como Jung Hee-joo, una mujer fiel a sus deseos, quien aunque creció en la pobreza y tuvo una infancia competitiva, se convierte en una exitosa artista y escritora de ensayos. A pesar de estar casada con Ahn Hyun-sung, tuvo una aventura con Seo Woo-jae, quien está obsesionado con ella.[6]
- Shin Hyun-bin como Goo Hae-won, una profesora de arte que perdió la luz de la vida debido a un fatídico encuentro de sus días más brillantes. Tiene un carácter noble y recto. Cuando se reencuentra con Jung Hee-joo, las desgracias que pasó en el pasado comienzan a desentrañarse.[7][8]
- Kim Jae-young como Seo Woo-jae, un joven que sigue a su padre quien era un escultor genial, y va a la escuela de arte para convertirse en escultor, sin embargo está ansioso porque no tiene el mismo talento que él. Es una persona solitaria que vive como un alma libre para ocultar su ansiedad. Está obsesionado con Jung Hee-joo, con quien tuvo una aventura, por lo que hace todo lo posible por estar con ella.[9]
- Choi Won-young como Ahn Hyun-sung, el esposo de Jung Hee-joo y presidente del hospital y la escuela secundaria de la Fundación Taerim. No solo es rico y poderoso, sino también fiel a su familia con una personalidad amistosa. Aunque parece perfecto, tiene una historia secreta.[10]

### Personajes secundarios

#### Personas cercanas a Jung Hee-joo
- Kim Bo-yeon como Park Young-sun, la suegra de Jung Hee-joo y directora del Hospital Taerim.
- Shin Dong-wook como Jung Sun-woo, el hermano menor de Jung Hee-joo y un fisioterapeuta en el Hospital Taerim.
- Jang Hye-jin como Ahn Min-seo, la cuñada de Jung Hee-joo, así como la jefa de Neurocirugía en el Hospital Taerim.
- Hong Seo-joon como Lee Hyung-ki, el esposo de Min-seo, un consejero legal de la Fundación Taerim y abogado ambicioso, que usó a su esposa para obtener la fundación del hospital.
- Kim Su-an como Ahn Ri-sa (Li-sa), la hija adolescente de Jung Hee-joo y Ahn Hyun-sung, una estudiante de tercer grado en la escuela secundaria Taerim Girls.
  - Jung Yun-ha como Ri-sa  de pequeña.
- Kim Dong-ha como Ahn Ho-soo, el hijo de Jung Hee-joo y Ahn Hyun-sung.
- Park Sung-yeon como Lee Dong-mi, la amiga de Jung Hee-joo y dueña de los caladeros.[11]
- Yang Jo-ah como la nueva tutora de Ahn Ri-sa (Li-sa).
- Shin Yeon-suk como la madre de Jung Hee-joo (Ep. 13).

#### Personas cercanas a Goo Hae-won
- Lee Ho-jae como Gu Kwang-mo, como el abuelo de Goo Hae-won.
- Seo Jeong-yeon como Goo Jeong-yeon, la madre de Goo Hae-won, una vendedora puerta a puerta de cosméticos.[12]
- Kim Sang-ho como Yoon Sang-ho, el dueño del nuevo bar en el barrio de Goo Hae-won.
- Shin Hye-ji como Lee Joo-young, la compañera de clases y mejor amiga de Ahn Ri-sa, quien graba todo con su celular. Es la hija de Lee Il-seong.
- Seo Jin-won como Lee Il-seong, el padre de Lee Joo-young, un antiguo jugador de billar profesional que actualmente mantiene una sala de billar en una calle comercial poco común.

#### Galería Hwain
- Kim Ho-jung como Lee Jung-eun, la directora del museo de arte Hwain.
- Han Jae-yi como Yoon Jeong, como una curadora de la galería Hwain.

### Otros personajes
- Kang Ae-shim como Ok-su, la madre del difunto amigo de Jung Sun-woo.
- Jang Yeon-woo (Ep. 2, 4, 8).
- Kim Nam-yee como una costurera (Ep. 3, 13).
- Park Soo-min como una empelada de la editorial (Ep. 4).
- Hwang Bae-jin como Park Sang-hyeon (Ep. 4).
- Yang Jae-sung como Park Jae Gwan (Ep. 8).
- Jung Young-hoon como el guardia de seguridad del vecindario (Ep. 8).
- Garrison Michael Farquharson-Keener como el recepcionista del hotel en Sligo (Ep. 8).
- Kim Yun-seul como una pequeña con un globo en la estación de autobuses (Ep. 9).
- Jin Yong-wook como un detective (Ep. 11).
- Kim Sung-yong como un empleado del restaurante (Ep. 12).
- Jang Soon-mi como una cuidadora (Ep. 13).
- Cha Yeong-ok como una inversora enojada (Ep. 14).
- Lee Jung-yul como un inversor (Ep. 14).
- Lee Young-jin como un doctor (Ep. 14-15).
- Kim Jin como la maestra de baile de Ahn Ri-sa (Li-sa) (Ep. 15).
- Lee Yoon-sang como un juez de familia (Ep. 15).
- Lee Yoon-jae como el novio de Goo Jeong-yeon (Ep. 16).
- Lee Tae-hyung como un administrador de la escuela secundaria de niñas de Taerim.
- Yoon Sang-hoon como un administrador de la escuela secundaria de niñas de Taerim.
- Park Ye-young como una miembro de la escuela secundaria de niñas de Taerim.[13]
- Choi Yi-sun como el dueño de la cafetería.
- Noreen Joyce Guerra como una mujer esperando detrás de Goo Hae-won.
- Oh Min-jung como la sirvienta de Jung Hee-joo.

## Episodios
La serie conformada por dieciséis episodios, fue emitida todos los miércoles y jueves a las 22:30 (Huso horario de Corea (KST) por la JTBC del 13 de octubre hasta el 2 de diciembre de 2021.

### Índice de audiencia
Los números en color rojo indican las calificaciones más bajas, mientras que los números en azul indican las calificaciones más altas.
| Episodio | Título                             | Fecha de emisión        | Participación promedio de audiencia (Nielsen Korea) | Participación promedio de audiencia (Nielsen Korea) |
| Episodio | Título                             | Fecha de emisión        | Nacional                                            | Seúl                                                |
| -------- | ---------------------------------- | ----------------------- | --------------------------------------------------- | --------------------------------------------------- |
| 1        | Someone Like You                   | 13 de octubre de 2021   | 3.636% (7.ª)                                        | 4.109% (4.ª)                                        |
| 2        | Your Name Is                       | 14 de octubre de 2021   | 2.592% (N/A)                                        | 3.335% (5.ª)                                        |
| 3        | My Personal Story                  | 20 de octubre de 2021   | 2.899% (8.ª)                                        | 3.242% (5.ª)                                        |
| 4        | What Shouldn't Be Loved            | 21 de octubre de 2021   | 2.7% (N/A)                                          | 3.164% (4.ª)                                        |
| 5        | Nobody Lied                        | 27 de octubre de 2021   | 2.4% (N/A)                                          | 2.706% (9.ª)                                        |
| 6        | That's Not How Love Ends           | 28 de octubre de 2021   | 2.7%                                                | 3.593% (5.ª)                                        |
| 7        | If Love Is Beginning of Misfortune | 3 de noviembre de 2021  | 2.213% (N/A)                                        | 2.506% (N/A)                                        |
| 8        | Us, Here Again                     | 4 de noviembre de 2021  | 2.311% (N/A)                                        | 2.793% (N/A)                                        |
| 9        | Wavering Without the Wind          | 10 de noviembre de 2021 | 2.3% (N/A)                                          | 3.041% (10.ª)                                       |
| 10       | Point of No Return                 | 11 de noviembre de 2021 | 2.039%                                              | 2.841% (8.ª)                                        |
| 11       | Anytime, Anyone, Can be a Monster  | 17 de noviembre de 2021 | 2.437%                                              | 2.787% (7.ª)                                        |
| 12       | Not Hell Yet                       | 18 de noviembre de 2021 | 2.790% (N/A)                                        | 3.568% (N/A)                                        |
| 13       | Sometimes Do Not                   | 24 de noviembre de 2021 | 2.666% (N/A)                                        | 3.148% (9.ª)                                        |
| 14       | Did Not Love Anyone                | 25 de noviembre de 2021 | 2.628% (N/A)                                        | 3.303% (6.ª)                                        |
| 15       | Breakups are Harder Than           | 1 de diciembre de 2021  | 2.723% (12.ª)                                       | 3.165% (8.ª)                                        |
| 16       | After the Strom                    | 2 de diciembre de 2021  | 3.178% (13.ª)                                       | 4.154% (4.ª)                                        |
| Promedio | Promedio                           | Promedio                | 2.637%                                              | 3.216%                                              |

## Banda sonora
El OST de la serie está conformado por las siguientes canciones:

### Parte 1
| No. | Intérpretes     | Canción               | Letra                      | Música                        | Duración |
| --- | --------------- | --------------------- | -------------------------- | ----------------------------- | -------- |
| 1   | Savina & Drones | "Moving Away"         | Nam Hye-seung y Janet Suhh | Nam Hye-seung y Park Sang-hee | 3:56     |
| 2   |                 | "Moving Away" (Inst.) | -                          | -                             | 3:56     |

### Parte 2
| No. | Intérprete | Canción              | Letra                      | Música                        | Duración |
| --- | ---------- | -------------------- | -------------------------- | ----------------------------- | -------- |
| 1   | Lim Kim    | "The Moment"         | Nam Hye-seung y Janet Suhh | Nam Hye-seung y Park Sang-hee | 4:10     |
| 2   |            | "The Moment" (Inst.) | -                          | -                             | 4:10     |

### Parte 3
| No. | Intérprete | Canción               | Letra                     | Música                        | Duración |
| --- | ---------- | --------------------- | ------------------------- | ----------------------------- | -------- |
| 1   | Janet Suhh | "Knocking On"         | Nam Hye-seung y Jello Ann | Nam Hye-seung y Park Sang-hee | 4:01     |
| 2   |            | "Knocking On" (Inst.) | -                         | -                             | 4:01     |

### Parte 4
| No. | Intérprete     | Canción             | Letra                                  | Música                                 | Duración |
| --- | -------------- | ------------------- | -------------------------------------- | -------------------------------------- | -------- |
| 1   | Lee Seung-yoon | "I Am Lost"         | Nam Hyeseung, Kim Kyunghee y Jello Ann | Nam Hye-seung y Park Sang-hee          | 3:21     |
| 2   |                | "I Am Lost" (Inst.) | -                                      | Nam Hyeseung, Kim Kyunghee y Jello Ann | 3:21     |

### Parte 5
| No. | Intérprete    | Canción                | Letra                                    | Música        | Duración |
| --- | ------------- | ---------------------- | ---------------------------------------- | ------------- | -------- |
| 1   | Kim Kyung-hee | "Midnight Sun"         | Nam Hye-seung, Kim Kyung-hee y Jello Ann | Nam Hye-seung | 3:32     |
| 2   |               | "Midnight Sun" (Inst.) | -                                        | Nam Hye-seung | 3:32     |

## Producción
El drama está basado en "Someone Who Looks Like You" de Jung So-hyeon. Fue dirigida por Im Hyun-wook (임현욱), escrita por Yoo Bo-ra (유보라) y producida por Park Jae-sam, Kim Ji-woo, Ham Young-hoon, Park Woo-ram y Kim Bo-reum, quienes contaron con los productores ejecutivos Jo Na-hyeon, Jeong Dae-woong y Jeong Go-eun.
El 6 de agosto de 2021 se anunció que las filmaciones se detendrían hasta nuevo aviso después de que un miembro del equipo de filmación de la serie saliera positivo para COVID-19 el 5 de agosto del mismo año. Como medida de prevención los actores y el equipo de producción se habían sometido a una prueba para descartar la enfermedad.
El 13 de octubre de 2021 se realizó la conferencia de prensa en línea.

### Recepción
El 23 de octubre de 2021, Good Data Corporation compartió su nueva clasificación de los dramas y miembros del elenco que generaron más revuelo durante la semana. Las listas se compilaron a partir del análisis de artículos de noticias, publicaciones de blogs, comunidades en línea, videos y publicaciones en redes sociales sobre los dramas que están actualmente al aire o que saldrán al aire próximamente. La serie obtuvo el puesto número 7 en la lista de dramas, más comentados de la semana. Mientras que la actriz Go Hyun-jung ocupó el puesto 6 dentro de la lista de los mejores actores de drama que generaron más expectación en esa semana.
El 30 de octubre de 2021, Good Data Corporation compartió su nueva clasificación de los dramas y miembros del elenco que generaron más revuelo durante la semana. Las listas se compilaron a partir del análisis de artículos de noticias, publicaciones de blogs, comunidades en línea, videos y publicaciones en redes sociales sobre los dramas que están actualmente al aire o que saldrán al aire próximamente. La serie obtuvo el puesto número 9 en la lista de dramas, más comentados de la semana. Mientras que la actriz Go Hyun-jung ocupó el puesto 10 dentro de la lista de los mejores actores de drama que generaron más expectación en esa semana.
El 2 de noviembre de 2021, Good Data Corporation compartió su nueva clasificación de los dramas y miembros del elenco que generaron más revuelo durante la semana. Las listas se compilaron a partir del análisis de artículos de noticias, publicaciones de blogs, comunidades en línea, videos y publicaciones en redes sociales sobre los dramas que están actualmente al aire o que saldrán al aire próximamente. La serie obtuvo el puesto número 7 en la lista de dramas, más comentados de la semana.
El 10 de noviembre de 2021, Good Data Corporation compartió su nueva clasificación de los dramas y miembros del elenco que generaron más revuelo durante la semana. Las listas se compilaron a partir del análisis de artículos de noticias, publicaciones de blogs, comunidades en línea, videos y publicaciones en redes sociales sobre los dramas que están actualmente al aire o que saldrán al aire próximamente. Antes de su estreno, la serie obtuvo el puesto número 6 en la lista de dramas, más comentados de la semana. Mientras que la actriz Go Hyun-jung ocupó el puesto 3 dentro de la lista de los mejores actores de drama que generaron más expectación en esa semana.
El 16 de noviembre de 2021, Good Data Corporation compartió su nueva clasificación de los dramas y miembros del elenco que generaron más revuelo durante la semana. Las listas se compilaron a partir del análisis de artículos de noticias, publicaciones de blogs, comunidades en línea, videos y publicaciones en redes sociales sobre los dramas que están actualmente al aire o que saldrán al aire próximamente. Antes de su estreno, la serie obtuvo el puesto número 10 en la lista de dramas, más comentados de la semana. Mientras que la actriz Go Hyun-jung ocupó el puesto 10 dentro de la lista de los mejores actores de drama que generaron más expectación en esa semana.
El 23 de noviembre de 2021, Good Data Corporation compartió su nueva clasificación de los dramas y miembros del elenco que generaron más revuelo durante la semana. Las listas se compilaron a partir del análisis de artículos de noticias, publicaciones de blogs, comunidades en línea, videos y publicaciones en redes sociales sobre los dramas que están actualmente al aire o que saldrán al aire próximamente. Antes de su estreno, la serie obtuvo nuevamente el puesto número 8 en la lista de dramas, más comentados de la semana. Mientras que la actriz Go Hyun-jung ocupó el puesto 8 dentro de la lista de los mejores actores de drama que generaron más expectación en esa semana.
El 30 de noviembre de 2021, Good Data Corporation compartió su nueva clasificación de los dramas y miembros del elenco que generaron más revuelo durante la semana. Las listas se compilaron a partir del análisis de artículos de noticias, publicaciones de blogs, comunidades en línea, videos y publicaciones en redes sociales sobre los dramas que están actualmente al aire o que saldrán al aire próximamente. Antes de su estreno, la serie obtuvo nuevamente el puesto número 7 en la lista de dramas, más comentados de la semana. Mientras que la actriz Go Hyun-jung ocupó nuevamente el puesto 8 dentro de la lista de los mejores actores de drama que generaron más expectación en esa semana.
El 7 de diciembre de 2021, Good Data Corporation compartió su nueva clasificación de los dramas y miembros del elenco que generaron más revuelo durante la semana. Las listas se compilaron a partir del análisis de artículos de noticias, publicaciones de blogs, comunidades en línea, videos y publicaciones en redes sociales sobre los dramas que están actualmente al aire o que saldrán al aire próximamente. La serie obtuvo el puesto número 6 en la lista de dramas, más comentados de la semana. Mientras que la actriz Go Hyun-jung ocupó el puesto número 7 dentro de los diez miembros del elenco más comentados de la semana.

### Distribución internacional
La serie es distribuida internacionalmente por Netflix.